# Vegetariánská potravinová pyramida

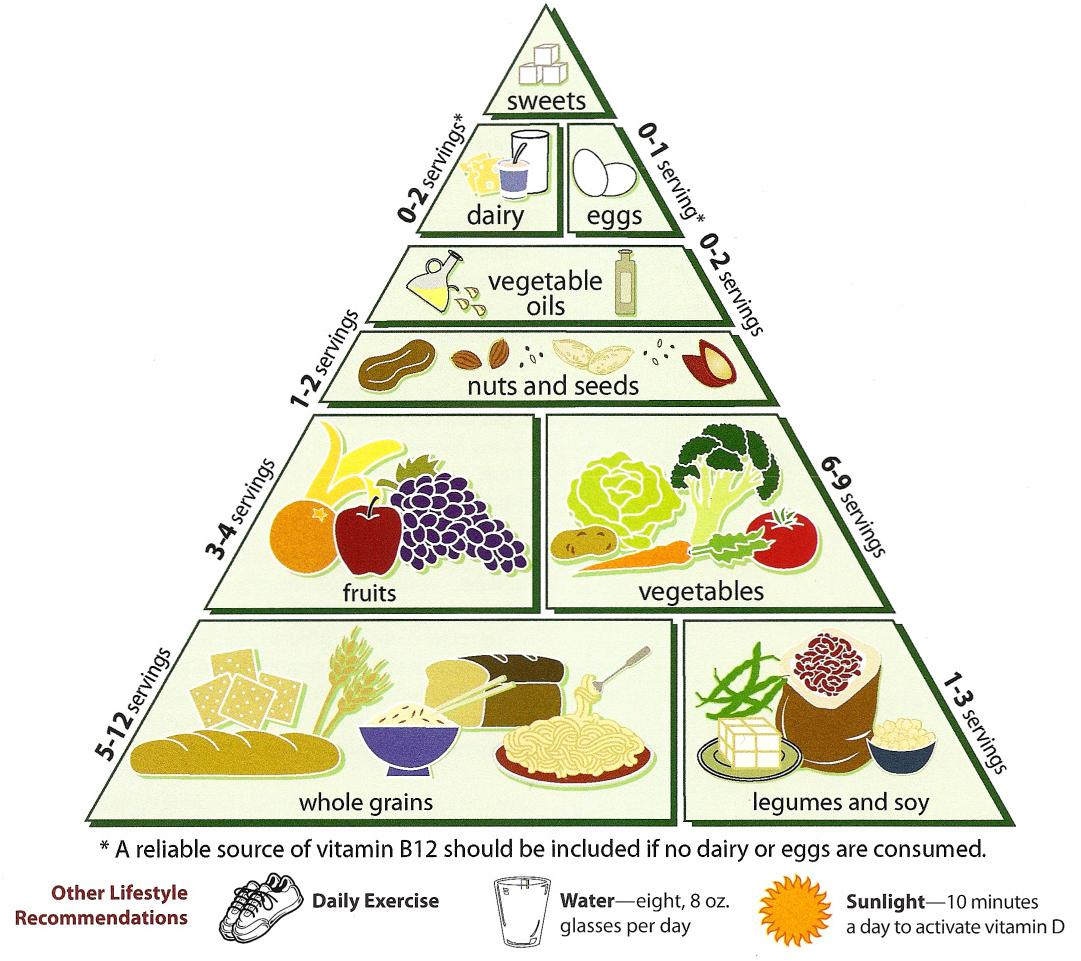
Vegetariánská potravinová pyramida podle Loma Linda University

Vegetariánská potravinová pyramida je grafické znázornění tradiční zdravé vegetariánské stravy. Po celém světě, zejména v Asii, ale i v některých částech Severní Ameriky, Evropy a Jižní Ameriky existují různé variace tohoto způsobu stravování. Jelikož se stanovené parametry mohou lišit, „tradiční vegetariánskou stravou“ se zde myslí tradiční zdravá lakto-ovo vegetariánská strava zmíněných oblastí a lidí v nich žijících. Pyramidu sestavila roku 1998 nezisková organizace Oldways Preservation Trust na základě vědeckého výzkumu, který proběhl na Cornellově a Harvardově univerzitě. Inspirací pro vznik byly zdravé stravovací návyky, které vyobrazuje středomořská potravinová pyramida.
Vegetariánská potravinová pyramida popisuje typy jídel vhodné ke konzumaci a správnou četnost jejich konzumace, aby se lidé stravovali zdravě. Rozlišeny jsou potraviny, které by měly být konzumovány na denní, týdenní a měsíční bázi, pyramida však neudává, jaké jsou jejich doporučené porce. Součástí doporučení je každodenní fyzická aktivita a hydratace.
Vegetariánskou potravinovou pyramidu vytvořilo již v roce 1997 Nutriční oddělení Ústavu veřejného zdraví na Loma Linda University (viz obrázek). Představena byla na třetím Mezinárodním kongresu vegetariánské výživy. Spodní část pyramidy ve tvaru lichoběžníku tvoří pět hlavních skupin rostlinných potravin (celozrnné obilniny, luštěniny, zelenina, ovoce, ořechy a semínka). Vrchní část pyramidy ve tvaru trojúhelníku tvoří volitelné skupiny potravin (rostlinné oleje, mléčné výrobky a sladké). Součástí této verze pyramidy je také tabulka, která udává doporučené denní množství za den podle denního kalorického příjmu.
Zdravá strava obsahuje vyvážené množství sacharidů, tuků a bílkovin. Některé bílkoviny hlavně rostlinného původu jsou tzv. neúplné, tedy neobsahují všech devět esenciálních aminokyselin. Je proto třeba konzumovat více různých druhů rostlinných potravin bohatých na proteiny, aby člověk přijímal celou škálu potřebných aminokyselin v dostatečném množství. Během prvních dvou dekád 21. století však byly mnohé rostlinné bílkoviny uznány za úplné (jako sója, quinoa a pohanka).